# Битва при Фермопилах (191 до н. э.)
Битва при Фермопилах — сражение, состоявшееся 24 апреля 191 года до н. э. между войсками Римской республики под командованием Мания Ацилиуса Глабриона и объединёнными силами государства Селевкидов и Этолийского союза под командованием Антиоха III Великого в рамках Этолийской войны. Окончилось решительной победой римлян и отступлением Антиоха из Европы.

## Предыстория
После побед римлян во Второй Пунической и Второй Македонской войнах интересы Римской республики её интересы на Балканах столкнулись с усилившимся при Антиохе III Селевкидским государством, поддерживавшим Македонию против римских легионов в предыдущей войне. К селевкидскому царю после проигранной Карфагеном войны бежал Ганнибал. Последний сыграл немалую роль в принятии решения о войне с Римом. Карфагенский полководец предлагал начать вторжение в Италию. Антиох предпочёл сначала провести переговоры с римлянами. Сенат пригрозил Антиоху началом войны в случае вторжения в Европу. Тем не менее, начало войны было на время отложено. Следующий раунд переговоров не дал результатов, и Антиох в 192 году до н. э. пересёк Эгейское море и высадился в Фессалии. К нему присоединились этолийцы и беотийцы, и союзная армия, разбивая небольшие отряды Ахейского союза и римлян, взял без боя город Халкиду. Антиох за короткий срок занял всю Эвбею. Однако Македония и Спарта присоединились в конечном итоге к римской партии. Римская республика переправила в начале весны 191 года до н. э. в Грецию два легиона под командованием Мания Глабриона. Силы римской коалиции оценивались в 36 тысяч человек.

## Битва
Уступая противнику в численности, Антиох III отступил к Фермопильскому проходу. Заняв самый узкий участок прохода, сирийцы значительно его укрепили. Левый фланг Селевкидов состоял из лучников, пращников и метателей дротиков. Кавалерия была расположена на правом фланге, который образовал линию позади боевых слонов, а остатки его армии образовали арьергард. Позиции были усилены башнями, усиленные баллистами. Этолийцы заняли форты Каллидром, Тейхий и Родунтия. План Селевкидов заключался в том, чтобы удерживать позиции до прибытия малоазиатских подкреплений.
Маний Глабион, несмотря на грозные естественные позиции, решился на лобовую атаку. Последняя была отбита Селевкидами и продвижение римлян было незначительным. Тем не менее отряд Марка Порция Катона сумел застать врасплох гарнизон Каллидрома. Этолийцы бежали в лагерь Антиоха. Катон обошёл армию Селевкидов с фланга и атаковал их незначительными силами. Однако селевкидские воины, решив, что на них напали гораздо большие силы, запаниковали и обратились в бегство. Антиох III смог сохранить только свою кавалерию.

## Последствия
Селевкиды потерпели сокрушительное поражение. Антиох III был вынужден уйти из европейских земель, сконцентрировавшись на военных действиях против союзного римлянам Пергамского царства. Римская республика подавила сопротивление этолийцев
Римлянам и их союзникам сопутствовал успех и на море. Селевкидский флот был разгромлен битве при Корике, флот Ганнибала — родосцами в в битве при Эвридемонте. Все это дало возможность для вторжения в малоазиатские владения Селевкидов .